# Theresa Garnett
Theresa Garnett (17 de maig del 1888 - 24 de maig del 1966) fou una suffragette anglesa. Va ser empresonada i es va negar a cooperar. Va agredir Winston Churchill amb un fuet. Es retirà de la militància després que el moviment sufragista decidís provocar incendis com a part de les protestes. Fou directora honorària d'una revista feminista al 1960.

## Trajectòria
Theresa Garnett nasqué a Leeds el 1888. Sa mare va morir quan Theresa tenia 21 dies, per psicosi postpart. Theresa fou criada pels seus avis paterns, educada en una escola de convent, i després treballà un temps com a alumna-mestra.

## Activitat sufragista
El 1907, entrà en la Unió Social i Política de les Dones (WSPU) després d'un discurs d'Adela Pankhurst. A l'abril del 1909, va atraure l'atenció per córrer amb un xiulet abans d'encadenar-se, juntament amb altres quatre activistes, entre elles Bertha Quinn, Margery Humes i Sylvia Russell, a una de les estàtues dels dignataris masculins en el vestíbul central de del Parlament, per a protestar contra la llei que prohibia aquest tipus d'accions: conducta "desordenada" dins el Palau de Westminster quan el Parlament estava en sessió. No hi van ser acusades.
Al juny del 1909, Theresa Garnett i Lillian Dove Willcox foren arrestades per una acció a la Cambra dels Comuns, i condemnades per agredir un guardià mentre eren a la presó de Holloway, i les condemnaren a uns altres deu dies de presó.

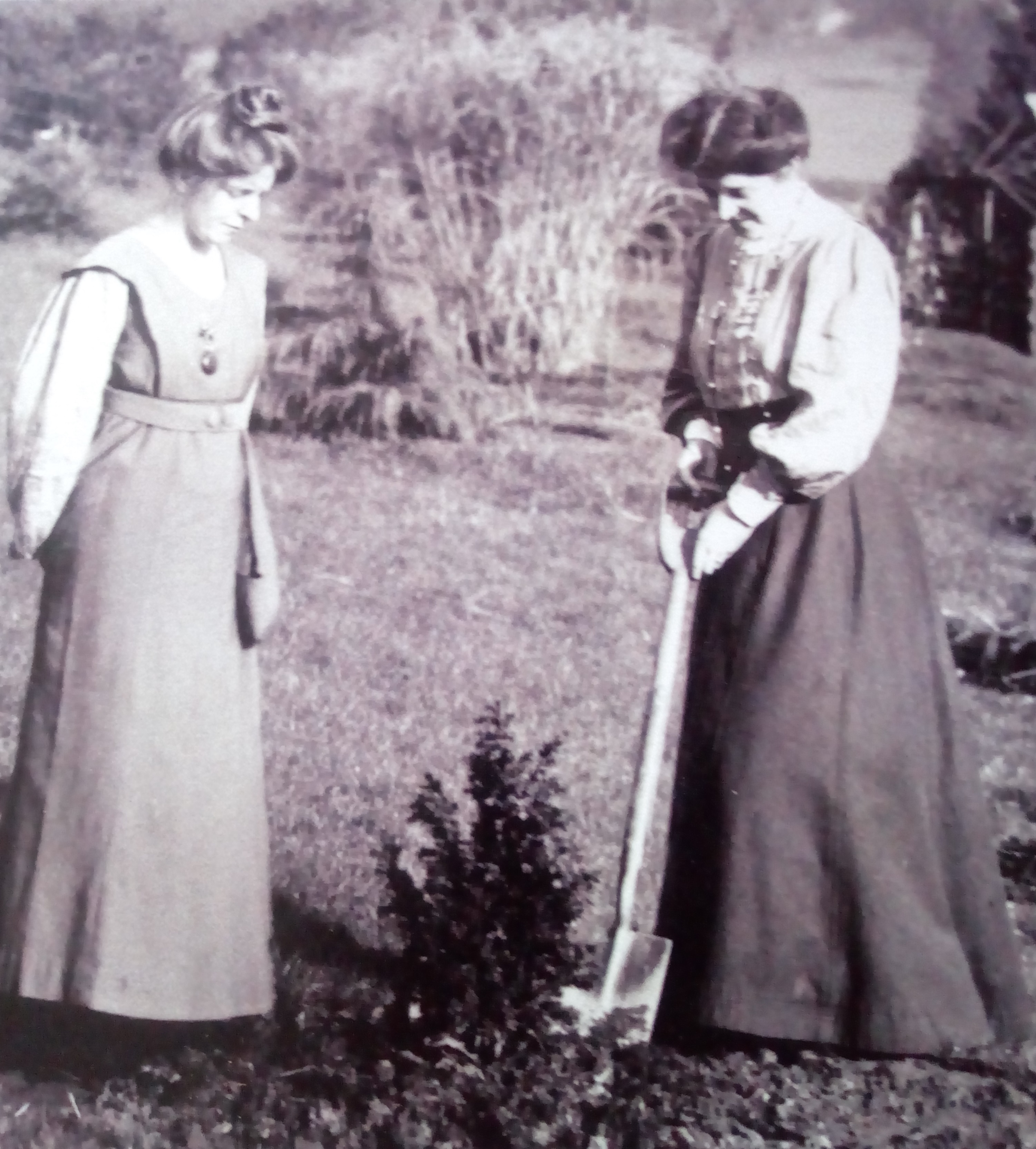
Annie Kenney i Theresa Garnett el 7 de novembre de 1909

El 7 de novembre del 1909 fou convidada a l'Eagle House a Batheaston, a Somerset, coneguda com "El descans de les suffragettes". Va ser la llar de les sufragistes Mary Blathwayt i Emily, la seua mare. Emily havia decidit plantar un arbre per a commemorar cada dona que havia estat a la presó per la causa. Aquests arbres s'anomenaren "Annie's Arboretum" en honor d'Annie Kenney, la directora local. Theresa Garnett hi plantà un Teix Elegantissima.(8)
El 14 de novembre del 1909, Theresa Garnett atacà a Winston Churchill a l'estació de Bristol amb un fuet i li va fer un tall a la cara. La sentenciaren a un mes de presó. Es va declarar en vaga de fam; l'alimentaren per força, i va tractar d'incendiar la cel·la. Va rebre, de la WSPU, un fermall pel seu empresonament i la Medalla de Vaga de Fam al "Valor" en la vaga de fam. El 1910 fou directora de la WSPU de Camberwell; l'abandonà, però, per uns desacords sobre la campanya d'incendis provocats per la WPSU.

## Primera Guerra Mundial
Durant la Primera Guerra Mundial, treballà al Royal London Hospital i en el Front Occidental amb la Reserva de l'Hospital Civil, i fou elogiada pel seu "valent i distingit servei en el camp", a França.(10)

## Postguerra
Continuà lluitant per l'alliberament de les dones i entrà en el Six Point Group, al costat de Charlotte Marsh.
Theresa Garnett fou directora honorària del butlletí de la Women's Freedom League al 1960.
Va morir al 1966.(4)